# سیارک ۸۰۵۲
سیارک ۸۰۵۲ (به انگلیسی: 8052 Novalis، نامگذاری:2093P-L) هشت هزار و پنجاه و دومین سیارک کشف شده‌است که در ۲۴ سپتامبر ۱۹۶۰ کشف شد.
قدر مطلق سیارک برابر ۱۳٫۰۰ است.